# Dialetti del Lazio

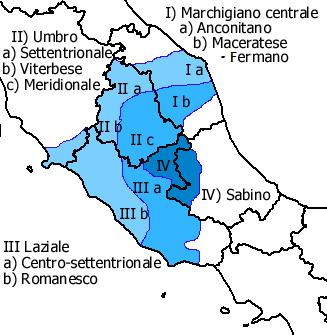
I dialetti laziali che rientrano nel quadro dei dialetti italiani mediani

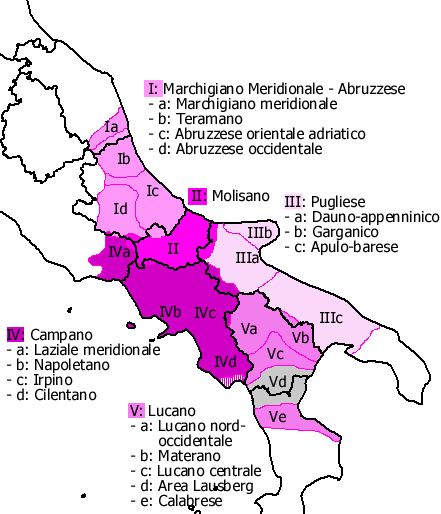
I dialetti laziali meridionali nel quadro dei dialetti italiani meridionali

I dialetti del Lazio sono classificati entro tre gruppi fondamentali:
dialetti italiani mediani,
dialetti italiani meridionali e
dialetti veneti.
Ai dialetti italiani mediani appartengono il romanesco, il dialetto sabino, il dialetto laziale centro-settentrionale, i dialetti della Tuscia viterbese e, in minor parte, principalmente nella zona orientale della provincia di Terni, i dialetti umbri meridionali;  ai dialetti italiani meridionali appartiene il dialetto laziale meridionale; ai dialetti veneti appartiene il dialetto venetopontino.
Il Lazio, dunque, come le altre regioni centrali dell'Umbria e delle Marche, ha una situazione dialettale non unitaria; la linea Roma-Ancona, infatti, è uno dei confini di maggiore importanza nell'ambito dei dialetti italiani

## Dialetti mediani
- dialetto laziale centro-settentrionale
- dialetto sabino, in provincia di Rieti e città metropolitana di Roma Capitale
- dialetto umbro meridionale Parlato in alcune aree della  provincia di Perugia ed in quasi tutto il territorio di quella di Terni. È diffuso anche in alcune zone estreme della provincia di Rieti, al confine con l’Umbria, come nella sottospecie ternana parlata nel borgo di Lugnola
- dialetti della Tuscia viterbese, nella città metropolitana di Roma Capitale e provincia di Viterbo
- dialetti dei Castelli Romani, nella città metropolitana di Roma Capitale

### Gruppo sabino (reatino)
Il dialetto sabino riguarda sostanzialmente la provincia di Rieti e sconfina ampiamente nella vicina provincia dell'Aquila — che, fino al 1927, comprendeva buona parte dell'attuale reatino — fino alla stessa città dell'Aquila.
Alcuni comuni della Campagna romana limitrofi alla provincia di Rieti come Monterotondo, Palombara Sabina e Montecelio (Sabina storica), e per certi versi Tivoli e Mentana, presentano un dialetto di tipo sabino ancorché in forte regresso in favore del romanesco presso le generazioni più giovani di parlanti.

### Gruppo della Tuscia viterbese
Il dialetto della provincia di Viterbo è considerato "paramediano", ossia di transizione tra il dialetto della Toscana meridionale e quelli mediani veri e propri, con caratteristiche quindi di maggiore intelligibilità con l'italiano rispetto ai dialetti mediani veri e propri, ove si escluda il romanesco. Gli influssi toscani meridionali sono avvertibili specialmente nelle aree di confine con la provincia di Grosseto, come a Montalto di Castro e in misura minore a Tarquinia e nella stessa Viterbo col suo hinterland: ciò è avvertibile specialmente sotto il profilo lessicale, dal momento che sono in uso vocaboli tipicamente toscani sconosciuti al romanesco, quali "il mi' babbo" per "mio padre", i suffissi in -ino/-ina anziché in -étto/-étta ("cosina" per "cosetta"), l'aggiunta dell'articolo davanti ai nomi femminili ("la Maria" per "Maria") ed infine l'esclamazione "via" in fine di frase con funzione esortativa. Viceversa, la pronuncia, l'impianto fonetico e le cadenze sono tipicamente laziali, tant'è che il fenomeno della "Gorgia toscana" si verifica unicamente a Bagnoregio, sia pure in maniera ben poco avvertibile: risulta pertanto evidente che il confine tra le parlate toscane e
laziali coincide con quello regionale, il quale a sua volta non fa altro che ricalcare quello anticamente presente tra Stato Pontificio e Granducato di Toscana.
Un orecchio allenato può distinguere alcune pronunce vocaliche diverse rispetto all'italiano parlato a Roma, e in alcuni casi anche rispetto all'italiano standard, quali ad esempio "nòme", "gònna", "scèndere", "bistècca". Invece, come nella corretta pronuncia italiana, i suffissi in "-esimo" sono pronunciati aperti (“centèsimo”), mentre a Roma sono chiusi, e quelli in “-oio” sono pronunciati chiusi (“frantóio”), anche qui come in italiano standard, a differenza del romano, che li apre.

### Gruppo laziale centro-settentrionale
I dialetti dei Castelli romani, del Frusinate e dell'area settentrionale dell'Agro Pontino sono noti in linguistica come laziale centro-settentrionale. Nella zona dei Castelli romani (tra Frascati e Velletri), seppure si stia ormai diffondendo la lingua della capitale ma in parte resistono le parlate originarie, piuttosto variegate e riconducibili in parte al romanesco (antico e moderno), in parte alle parlate della provincia di Frosinone, in parte ad altri influssi esterni. Nel nord della provincia di Frosinone, di Latina e nella parte orientale della città metropolitana di Roma e nei comuni della provincia di Frosinone e della provincia di Latina compresi nell'antico Stato della Chiesa sono diffuse diverse parlate locali del gruppo laziale centro-settentrionale (spesso impropriamente definiti come "dialetto ciociaro" o anticamente "campanino"), caratterizzati soprattutto dalla metafonesi sabina e da altre caratteristiche mediane. Come parziale eccezione però si osserva a partire da Frosinone la presenza di metafonesi napoletana, e anche lo scevà velarizzato, ossia in conguaglio in "e" delle vocali finali (eccezion fatta che per la -a), che si verifica anche lungo la costa da San Felice Circeo e Terracina procedendo verso sud. Nella stessa Terracina e in alcuni dialetti dei Castelli romani è presente ugualmente il dittongo metafonetico napoletano, anche se in condizioni irregolari. Anche dialetto giudaico-romanesco, parlato storicamente dalla comunità ebraica di Roma ed oggi utilizzato ancora, in particolare in opere letterarie e teatrali, può essere anch'esso inserito all'interno dei dialetti laziali centro-settentrionali, essendosi discostato notevolmente dal romanesco dopo l'istituzione del ghetto nel 1555..

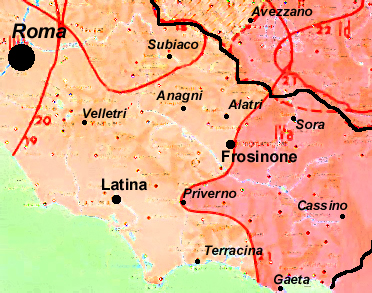
Dialetti meridionali (in magenta) e mediani (in rosa) nel Lazio (tra le province di Frosinone e Latina il confine è segnato dal consonantismo)

## Dialetti meridionali
- Dialetto campano
  - Laziale meridionale[5]

Il dialetto laziale meridionale, all'interno dei dialetti meridionali, riguarda sostanzialmente la parte delle Province di Frosinone e Latina che era compresa nell'antico Regno di Napoli. In quest'area, nei dialetti vi sono chiari influssi campani e in minima parte laziali centro-settentrionali e romaneschi, nonostante la zona in questione mantenga comunque caratteristiche endogene ben precise. Nella parte costiera dell'area in questione (San Felice Circeo, Terracina, Gaeta, Formia, Sperlonga), e anche nei pressi della stessa (Fondi, Monte San Biagio, Itri) è presente un vocalismo finale di tipo "napoletano", con il conguaglio in di -o, -i, -e finali - e spesso anche -a nelle aree in cui l'influsso napoletano era più forte - nell'unico esito generalizzato in "ë": detto fenomeno, noto anche come scevà velarizzato, è possibile rilevarlo anche in alcuni dialetti della zona interna, per es. nella stessa Frosinone (ma tranne che per -a finale, che non cade), a Cassino, Sora, Isola Liri, Esperia, ecc. Sempre nella zona costiera, e anche in qualche comune della zona interna (es. Esperia), vi sono "turbamenti" anche delle vocali interne, tali da rendere affini questi dialetti più che al napoletano vero e proprio, alle parlate pugliesi e molisane. Ciò è probabilmente dovuto all'afflusso di pescatori provenienti non solo dal Golfo di Napoli, ma anche dalla Puglia, che si ritrovarono anche nella zona del Lago di Fondi. È da notare che nell'area costiera settentrionale si fa sempre più forte, specie tra i giovani, l'influsso del romanesco, sia pure nella variante "pontina" parlata a Latina e provincia, e ciò soprattutto a San Felice Circeo, data la sua contiguità coi centri edificati durante le bonifiche operate nel fascismo, che furono colonizzati da persone provenienti in massima parte da Roma: le ragioni di tale tendenza a "romanizzare" la parlata locale risiedono nell'ormai secolare prestigio linguistico che un centro come Roma è in grado di esercitare ormai pressoché in tutta la regione Lazio e nell'Italia centromeridionale in genere.
Nel centro storico di Gaeta è parlato il dialetto napoletano, anche se con vocali più "allungate", in quanto in essa risiedevano funzionari amministrativi e militari del Regno di Napoli che parlavano il linguaggio della Capitale partenopea nella sua variante più colta; nella restante parte del comune gaetano vi è invece un dialetto più simile a quelli dei centri limitrofi. La parlata napoletana è presente anche nelle Isole Ponziane. Vi sono poi altre parlate che a livello di vocalismo sono "aberranti" rispetto a quelle costiere e riconducono in parte ai dialetti mediani (per es. Lenola, Castelforte, Santi Cosma e Damiano, Minturno, Ausonia, Sant'Ambrogio sul Garigliano, nelle quali sono presenti in pratica tutte le vocali e non vi è il conguaglio in "e"). È presente il dittongo metafonetico napoletano nella grande maggioranza, ma si rileva la metafonesi sabina a Sora, Pontecorvo, Fondi, Lenola, Minturno, Ausonia.
Nei dialetti in questione, nonostante abbiano chiare caratteristiche "meridionali" vi sono comunque anche alcuni vocaboli del laziale centro-settentrionale e del romanesco, sia pure in forma minoritaria. Ciò accade soprattutto perché tra le parlate dei paesi laziali "pontifici" e "borbonici" vi sono affinità strutturali, tenendo conto che da questa zona linguisticamente "meridionale", il confine con lo Stato della Chiesa, tra Monte San Biagio e Sonnino, non è molto lontano. In ogni caso, lo stacco dialettale è molto più "secco" proprio al confine sud tra i due stati pre-unitari di quanto lo sia, per esempio, nel confine ovest (tra Frosinone e Isola Liri).
La presenza dell'antico confine tra Stato Pontificio e Regno di Napoli si riflette tutt'oggi sulla pronuncia delle vocali: mentre infatti a Terracina vi è ancora la pronuncia chiusa di vocaboli quali "nóme", "esémpio" e  i suffissi "-ménto e -ménte", già a Monte San Biagio essi suonano aperti. In alcuni centri quali Sperlonga, Gaeta ed Itri si differenzia addirittura tra gli avverbi in "-ménte", che vengono pronunciati chiusi, e i sostantivi in "-mènto", resi invece aperti. Sempre nelle aree più meridionali si verifica esattamente come a Napoli l'apertura di vocaboli quali "giòrno" e "lòro", anche se ciò non capita sempre in tutti i parlanti.

## Romanesco
Il romanesco è diffuso prevalentemente a Roma, ma anche in alcune zone meridionali della provincia di Viterbo e nella zona costiera della città metropolitana (tra Civitavecchia e Anzio, ma in misura minore a Nettuno, il cui dialetto mantiene relitti fonetici e lessicali di tipo riconducibile ai dialetti dei Castelli romani). Nella provincia di Latina, a seguito delle bonifiche operate nel fascismo sono sorte località (Latina stessa, Aprilia, Sabaudia, ecc.) che vennero abitate soprattutto da persone originarie della
capitale e zone limitrofe, per cui si è affermato un dialetto di tipo riconducibile al romanesco, sia pure con caratteristiche più arcaiche e meridionali, e i cui influssi si fanno sentire fino a San Felice Circeo e in misura minore a Terracina, località queste ultime già però rientranti nella famiglia dialettale meridionale o "napoletana".
Il dialetto romanesco presenta caratteristiche notevolmente peculiari rispetto ai dialetti mediani veri e propri (tanto da poter costituire un gruppo dialettale indipendente da essi), poiché risente di un forte influsso del dialetto toscano, esercitatosi dopo il sacco di Roma del 1527 ad opera dei Lanzichenecchi: accadde infatti che la città,
decimata nel numero degli abitanti, venne ripopolata da persone originarie prevalentemente del Granducato di Toscana, peraltro area di origine della maggior parte dei pontefici; ciò ha portato così ad una progressiva "smeridionalizzazione" del dialetto, che da simile a quello delle parlate tuttora debolmente in vita nell'area dei Castelli romani si trasformò a mano a mano nell'attuale romanesco, conosciuto in tutta Italia ed in grado di esercitare un influsso linguistico non solo in tutto il Lazio ma anche nel centro-sud in genere (isole maggiori escluse). Per via dunque di tale evoluzione propria - che lo avvicina molto più che in passato all'italiano standard - alcuni linguisti ne propongono una classificazione indipendente rispetto ai dialetti mediani, con i quali tuttavia condivide numerose isoglosse pur con un basso grado di mutua intelligibilità.

## Venetopontino
Dopo la bonifica delle paludi dell'agro pontino, avvenuta nel ventennio fascista, furono edificate alcune città, la più importante delle quali è Latina, oggi capoluogo dell'omonima provincia. Questa zona fu massicciamente colonizzata da famiglie contadine originarie del Veneto, Friuli ed Emilia, con la formazione delle cosiddette comunità venetopontine nelle quali in particolare il dialetto veneto è tuttora presente in campagna nelle aree più isolate e nelle generazioni più anziane, ancorché in regresso in favore del romanesco.